# Olympische Winterspiele 1976/Ski Nordisch
Bei den XII. Olympischen Winterspielen 1976 in Innsbruck fanden zehn Wettbewerbe im nordischen Skisport statt. Diese galten gleichzeitig als 31. Nordische Skiweltmeisterschaften. Neben olympischen Medaillen wurden auch Weltmeisterschaftsmedaillen vergeben. Einzige Ausnahme war die Nordische Kombination, in der es ausschließlich olympische Medaillen gab. Austragungsorte waren die Toni-Seelos-Olympiaschanze mitsamt Skistadion in Seefeld in Tirol sowie die Bergiselschanze in Innsbruck.
Eine Änderung gegenüber den Winterspielen 1972 gab es beim Skilanglauf der Frauen. Aus der Staffel mit bisher drei Läuferinnen je Nation wurde nun wie schon bei den vorangegangenen Weltmeisterschaften ein Wettbewerb mit je vier Läuferinnen. In der Medaillenwertung lag die Sowjetunion vor der DDR und Finnland. Insgesamt ging es ausgeglichener unter den Spitzennationen zu als bei den vorangegangenen Nordischen Skiweltmeisterschaften und Olympischen Winterspielen.

## Bilanz

### Medaillenspiegel
| Platz | Land               | Gold | Silber | Bronze | Gesamt |
| ----- | ------------------ | ---- | ------ | ------ | ------ |
| 1     | Sowjetunion        | 4    | 2      | 4      | 10     |
| 2     | DDR                | 2    | 2      | 3      | 7      |
| 3     | Finnland           | 2    | 2      | 1      | 5      |
| 4     | Österreich         | 1    | 1      | 1      | 3      |
| 5     | Norwegen           | 1    | 1      | –      | 2      |
| 6     | BR Deutschland     | –    | 1      | –      | 1      |
| 6     | Vereinigte Staaten | –    | 1      | –      | 1      |
| 8     | Schweden           | –    | –      | 1      | 1      |

### Medaillengewinner
| Konkurrenz        | Gold                                                        | Silber                                                | Bronze                                                             |
| ----------------- | ----------------------------------------------------------- | ----------------------------------------------------- | ------------------------------------------------------------------ |
| 15 km             | Nikolai Baschukow                                           | Jewgeni Beljajew                                      | Arto Koivisto                                                      |
| 30 km             | Sergei Saweljew                                             | Bill Koch                                             | Iwan Garanin                                                       |
| 50 km             | Ivar Formo                                                  | Gert-Dietmar Klause                                   | Benny Södergren                                                    |
| 4 × 10 km Staffel | Arto Koivisto Juha Mieto, Matti Pitkänen, Pertti Teurajärvi | Ivar Formo, Odd Martinsen, Einar Sagstuen, Pål Tyldum | Nikolai Baschukow, Jewgeni Beljajew, Iwan Garanin, Sergei Saweljew |

| Konkurrenz       | Gold                                                                  | Silber                                                               | Bronze                                                                 |
| ---------------- | --------------------------------------------------------------------- | -------------------------------------------------------------------- | ---------------------------------------------------------------------- |
| 5 km             | Helena Takalo                                                         | Raissa Smetanina                                                     | Nina Baldytschewa                                                      |
| 10 km            | Raissa Smetanina                                                      | Helena Takalo                                                        | Galina Kulakowa                                                        |
| 4 × 5 km Staffel | Sinaida Amossowa, Nina Baldytschewa, Galina Kulakowa Raissa Smetanina | Marjatta Kajosmaa, Hilkka Riihivuori, Liisa Suihkonen, Helena Takalo | Monika Debertshäuser, Sigrun Krause, Barbara Petzold, Veronika Schmidt |

| Konkurrenz    | Gold                  | Silber           | Bronze       |
| ------------- | --------------------- | ---------------- | ------------ |
| Normalschanze | Hans-Georg Aschenbach | Jochen Danneberg | Karl Schnabl |
| Großschanze   | Karl Schnabl          | Toni Innauer     | Henry Glaß   |

| Konkurrenz | Gold           | Silber        | Bronze         |
| ---------- | -------------- | ------------- | -------------- |
| Einzel     | Ulrich Wehling | Urban Hettich | Konrad Winkler |

## Langlauf Männer

### 15 km
| Platz | Land | Sportler            | Zeit (min) |
| ----- | ---- | ------------------- | ---------- |
| 1     | URS  | Nikolai Baschukow   | 43:58,47   |
| 2     | URS  | Jewgeni Beljajew    | 44:01,10   |
| 3     | FIN  | Arto Koivisto       | 44:19,25   |
| 4     | URS  | Iwan Garanin        | 44:41,98   |
| 5     | NOR  | Ivar Formo          | 45:29,11   |
| 6     | USA  | Bill Koch           | 45:32,22   |
| 7     | FRG  | Georg Zipfel        | 45:38,10   |
| 8     | NOR  | Odd Martinsen       | 45:32,22   |
| 9     | GDR  | Gert-Dietmar Klause | 45:42,97   |
| 10    | FIN  | Juha Mieto          | 45:46,27   |
| 11    | SUI  | Albert Giger        | 45:47,07   |
| 12    | SUI  | Franz Renggli       | 45:53,49   |
|       |      |                     |            |
| 17    | SUI  | Edi Hauser          | 46:29,14   |
| 19    | AUT  | Herbert Wachter     | 46:46,39   |
| 25    | GDR  | Jürgen Wolf         | 47:04,49   |
| 27    | SUI  | Alfred Kälin        | 47:05,39   |
| 28    | GDR  | Gerd Heßler         | 47:08,77   |
| 31    | FRG  | Georg Kandlinger    | 47:20,13   |
| 38    | FRG  | Franz Betz          | 47:39,15   |
| 42    | AUT  | Rudolf Horn         | 48:10,55   |
| 43    | AUT  | Werner Vogel        | 48:17,47   |
| 45    | FRG  | Hans Speicher       | 48:28,90   |
| 47    | AUT  | Josef Vogel         | 48:42,32   |
| 49    | GDR  | Gerhard Grimmer     | 48:45,04   |

Datum: 8. Februar 1976

Höhenunterschied: 205 m; Maximalanstieg: 75 m; Totalanstieg: 565 m

80 Teilnehmer aus 23 Ländern, davon 78 in der Wertung.

### 30 km
| Platz | Land | Sportler            | Zeit (h)   |
| ----- | ---- | ------------------- | ---------- |
| 1     | URS  | Sergei Saweljew     | 1:30:29,38 |
| 2     | USA  | Bill Koch           | 1:30:57,84 |
| 3     | URS  | Iwan Garanin        | 1:31:09,29 |
| 4     | FIN  | Juha Mieto          | 1:31:20,39 |
| 5     | URS  | Nikolai Baschukow   | 1:31:33,14 |
| 6     | GDR  | Gert-Dietmar Klause | 1:32:00,91 |
| 7     | SUI  | Albert Giger        | 1:32:17,71 |
| 8     | FIN  | Arto Koivisto       | 1:32:23,11 |
| 9     | NOR  | Odd Martinsen       | 1:32:38,91 |
| 10    | URS  | Wassili Rotschew    | 1:32:39,42 |
|       |      |                     |            |
| 14    | FRG  | Georg Zipfel        | 1:34:04,71 |
| 16    | GDR  | Gerhard Grimmer     | 1:34:52,15 |
| 17    | GDR  | Axel Lesser         | 1:34:53,14 |
| 18    | FRG  | Franz Betz          | 1:34:55,54 |
| 25    | SUI  | Edi Hauser          | 1:35:50,29 |
| 29    | SUI  | Alfred Kälin        | 1:36:09,97 |
| 32    | AUT  | Herbert Wachter     | 1:36:28,48 |
| 33    | GDR  | Dieter Meinel       | 1:36:37,35 |
| 36    | FRG  | Hans Speicher       | 1:36:52,45 |
| 40    | FRG  | Walter Demel        | 1:37:44,17 |
| 50    | SUI  | Hans-Ueli Kreuzer   | 1:39:58,44 |
| 51    | AUT  | Werner Vogel        | 1:40:16,10 |
| 58    | AUT  | Franz Gattermann    | 1:43:04,88 |

Datum: 5. Februar 1976

Höhenunterschied: 174 m; Maximalanstieg: 55 m; Totalanstieg: 825 m

69 Teilnehmer aus 21 Ländern, davon 67 in der Wertung.

### 50 km
| Platz | Land | Sportler            | Zeit (h)   |
| ----- | ---- | ------------------- | ---------- |
| 1     | NOR  | Ivar Formo          | 2:37:30,05 |
| 2     | GDR  | Gert-Dietmar Klause | 2:38:13,21 |
| 3     | SWE  | Benny Södergren     | 2:39:39,21 |
| 4     | URS  | Iwan Garanin        | 2:40:38,94 |
| 5     | GDR  | Gerhard Grimmer     | 2:41:15,46 |
| 6     | NOR  | Per Knut Aaland     | 2:41:18,06 |
| 7     | NOR  | Pål Tyldum          | 2:42:21,86 |
| 8     | SWE  | Tommy Limby         | 2:42:43,58 |
| 9     | FIN  | Juhani Repo         | 2:42:54,89 |
| 10    | FIN  | Arto Koivisto       | 2:43:44,79 |
|       |      |                     |            |
| 18    | SUI  | Franz Renggli       | 2:45:25,24 |
| 20    | SUI  | Heinz Gähler        | 2:45:51,64 |
| 23    | GER  | Georg Zipfel        | 2:46:20,30 |
| 24    | AUT  | Herbert Wachter     | 2:46:40,25 |
| 25    | FRG  | Walter Demel        | 2:46:55,95 |
| 26    | AUT  | Werner Vogel        | 2:47:05,63 |
| 28    | GDR  | Gerd Heßler         | 2:47:34,90 |
| 31    | SUI  | Venanz Egger        | 2:48:30,70 |
| 32    | SUI  | Christian Pfeuti    | 2:49:50,90 |
| 33    | GDR  | Dieter Meinel       | 2:49:52,42 |
| 35    | AUT  | Reinhold Feichter   | 2:50:53,00 |
| 43    | AUT  | Heinrich Wallner    | 3:03:58,19 |

Datum: 14. Februar 1976

Höhenunterschied: 162 m; Maximalanstieg: 98 m; Totalanstieg: 1190 m

59 Teilnehmer aus 17 Ländern, davon 44 in der Wertung.
Der Sieg von Formo, der auf den zweiten 25 km und mit einem glänzenden Finish seine Ausdauer und Stärke demonstrierte, brachte den Norwegern doch noch ihre Stellung als Skikönige zurück. Södergren, der für den aus familiären Gründen verhinderten Thomas Magnusson eingesprungen war, holte Bronze und damit die einzige Medaille für Schweden auf den Loipen. Er wurde bei Kilometer 36 von Klause eingeholt und hängte sich an dessen Fersen. Die Sowjetunion blieb überraschend ohne Medaille. Sergei Saweljew wurde sein dritter Schuhbruch bei diesen Spielen zum Verhängnis, Wassili Rotschew führte zwar anfangs, kam aber nur als Zwölfter ins Ziel. Pech hatte auch Per Knut Aaland mit einem Skibruch. Viele Athleten hatten bei dem tiefen Schnee das falsche Wachs gewählt.

### 4 × 10 km Staffel
| Platz | Land / Sportler                                                               | Zeit                                                             |
| ----- | ----------------------------------------------------------------------------- | ---------------------------------------------------------------- |
| 1     | Finnland Matti Pitkänen Juha Mieto Pertti Teurajärvi Arto Koivisto            | 2:07:59,72 h 35:03,59 min 31:14,89 min 31:25,04 min 30:16,20 min |
| 2     | Norwegen Pål Tyldum Einar Sagstuen Ivar Formo Odd Martinsen                   | 2:09:58,36 h 34:46,22 min 32:22,40 min 31:35,98 min 31:13,76 min |
| 3     | Sowjetunion Jewgeni Beljajew Nikolai Baschukow Sergei Saweljew Iwan Garanin   | 2:10:51,46 h 35:53,69 min 31:57,04 min 32:19,06 min 30:41,67 min |
| 4     | Schweden Benny Södergren Christer Johansson Thomas Wassberg Sven-Åke Lundbäck | 2:11:16,88 h 34:42,63 min 33:12,47 min 31:37,72 min 31:44,06 min |
| 5     | Schweiz Franz Renggli Edi Hauser Heinz Gähler Alfred Kälin                    | 2:11:28,53 h 35:25,86 min 32:30,09 min 31:38,46 min 31:54,12 min |
| 6     | Vereinigte Staaten Doug Peterson Tim Caldwell Bill Koch Ronny Yeager          | 2:11:41,35 h 36:06,24 min 32:16,01 min 30:43,61 min 32:35,49 min |
| 7     | Italien Renzo Chiocchetti Tonino Biondini Ulrico Kostner Giulio Capitanio     | 2:12:07,12 h 37:32,55 min 32:24,33 min 30:56,09 min 31:14,15 min |
| 8     | Österreich Rudolf Horn Reinhold Feichter Werner Vogel Herbert Wachter         | 2:12:22,80 h 34:54,64 min 33:06,58 min 32:57,12 min 31:24,46 min |
| 9     | BR Deutschland Franz Betz Georg Kandlinger Walter Demel Georg Zipfel          | 2:12:38,96 h 35:59,91 min 33:05,50 min 31:51,36 min 31:42,19 min |

Datum: 11. Februar 1976

Höhenunterschied: 95 m; Maximalanstieg: 65 m; Totalanstieg: 350 m

16 Staffeln am Start, davon 14 in der Wertung.

## Langlauf Frauen

### 5 km
| Platz | Land | Sportlerin           | Zeit (min) |
| ----- | ---- | -------------------- | ---------- |
| 1     | FIN  | Helena Takalo        | 15:48,69   |
| 2     | URS  | Raissa Smetanina     | 15:49,73   |
| 3     | URS  | Nina Baldytschewa    | 16:12,82   |
| 4     | FIN  | Hilkka Riihivuori    | 16:17,74   |
| 5     | SWE  | Eva Olsson           | 16:27,15   |
| 6     | URS  | Sinaida Amosowa      | 16:33,78   |
| 7     | GDR  | Monika Debertshäuser | 16:34,94   |
| 8     | NOR  | Grete Kummen         | 16:35,43   |
| 9     | FIN  | Marjatta Kajosmaa    | 16:36,25   |
| 10    | TCH  | Blanka Paulů         | 16:41,65   |
| 11    | GDR  | Barbara Petzold      | 16:42,44   |
| 12    | GDR  | Veronika Hesse       | 16:42,86   |
|       |      |                      |            |
| 16    | GDR  | Sigrun Krause        | 16:55,54   |
| 21    | FRG  | Michaela Endler      | 17:08,68   |
| 33    | FRG  | Iris Schulze         | 18:04,81   |
| 38    | AUT  | Barbara Stöckl       | 18:49,16   |
| 40    | LIE  | Claudia Sprenger     | 19:51,66   |
| 41    | AUT  | Gertrud Gasteiger    | 20:14,94   |
| 42    | AUT  | Sylvia Schweiger     | 20:17,43   |

Datum: 7. Februar 1976

Höhenunterschied: 53 m; Maximalanstieg: 40 m; Totalanstieg: 234 m

44 Teilnehmerinnen aus 14 Ländern, davon 42 in der Wertung. Die ursprünglich Drittplatzierte Galina Kulakowa (URS) wurde wegen der Verwendung eines Ephedrin-haltigen Nasensprays disqualifiziert.

### 10 km
| Platz | Land | Sportlerin           | Zeit (min) |
| ----- | ---- | -------------------- | ---------- |
| 1     | URS  | Raissa Smetanina     | 30:13,41   |
| 2     | FIN  | Helena Takalo        | 30:14,28   |
| 3     | URS  | Galina Kulakowa      | 30:38,61   |
| 4     | URS  | Nina Baldytschewa    | 30:52,58   |
| 5     | SWE  | Eva Olsson           | 31:08,72   |
| 6     | URS  | Sinaida Amossowa     | 31:11,23   |
| 7     | GDR  | Barbara Petzold      | 31:12,20   |
| 8     | GDR  | Veronika Hesse       | 31:12,33   |
| 9     | FIN  | Hilkka Riihivuori    | 31:29,39   |
| 10    | SWE  | Lena Carlzon         | 31:12,33   |
|       |      |                      |            |
| 12    | GDR  | Sigrun Krause        | 31:39,76   |
| 14    | GDR  | Monika Debertshäuser | 31:50,06   |
| 25    | FRG  | Michaela Endler      | 32:55,62   |
| 31    | FRG  | Iris Schulze         | 33:43,82   |
| 38    | LIE  | Claudia Sprenger     | 34:57,03   |
| 40    | AUT  | Barbara Stöckl       | 35:28,99   |
| 41    | AUT  | Sylvia Schweiger     | 36:32,93   |
| 44    | AUT  | Gertrud Gasteiger    | 37:35,77   |

Datum: 10. Februar 1976

Höhenunterschied: 80 m; Maximalanstieg: 55 m; Totalanstieg: 255 m

44 Teilnehmerinnen aus 14 Ländern, alle in der Wertung.

### 4 × 5 km Staffel
| Platz | Land / Sportlerinnen                                                            | Zeit (min)                                                       |
| ----- | ------------------------------------------------------------------------------- | ---------------------------------------------------------------- |
| 1     | Sowjetunion Nina Baldytschewa Sinaida Amossowa Raissa Smetanina Galina Kulakowa | 1:07:49,75 h 17:31,01 min 17:02,81 min 16:26,32 min 16:49,61 min |
| 2     | Finnland Liisa Suihkonen Marjatta Kajosmaa Hilkka Riihivuori Helena Takalo      | 1:08:36,57 h 17:29,02 min 17:22,06 min 17:08,98 min 16:36,51 min |
| 3     | DDR Monika Debertshäuser Sigrun Krause Barbara Petzold Veronika Hesse           | 1:09:57,95 h 18:02,73 min 17:46,43 min 17:01,71 min 17:07,08 min |
| 4     | Schweden Lena Carlzon Görel Partapuoli Marie Johansson Eva Olsson               | 1:10:14,68 h 17:27,25 min 17:32,41 min 17:53,05 min 17:21,97 min |
| 5     | Norwegen Berit Kvello Marit Myrmæl Berit Johannessen Grete Kummen               | 1:11:09,08 h 18:20,16 min 18:02,14 min 17:33,56 min 17:13,22 min |
| 6     | Tschechoslowakei Anna Pasiarová Gabriela Sekajová Alena Bartošová Blanka Paulů  | 1:11:27,83 h 18:13,77 min 17:34,71 min 17:56,91 min 17:42,44 min |
| 7     | Kanada Shirley Firth Joan Groothuysen Susan Holloway Sharon Firth               | 1:14:02,72 h 18:14,69 min 18:42,83 min 18:38,29 min 18:26,91 min |
| 8     | Polen Anna Pawlusiak Anna Gębala-Duraj Maria Trebunia Władysława Majerczyk      | 1:14:13,40 h 18:44,10 min 18:25,38 min 18:53,49 min 18:10,43 min |
| 9     | Vereinigte Staaten Martha Rockwell Jana Hlavaty Terry Porter Twila Hinkle       | 1:17:58,18 h 18:44,86 min 19:06,32 min 19:28,91 min 20:38,09 min |

Datum: 12. Februar 1976

Höhenunterschied: 53 m; Maximalanstieg: 40 m; Totalanstieg: 234 m

9 Staffeln am Start, alle in der Wertung.

## Skispringen
- Ausführliche Ergebnisse

### Normalschanze
| Platz | Land | Sportler              | Weiten (m)  | Punkte |
| ----- | ---- | --------------------- | ----------- | ------ |
| 1     | GDR  | Hans-Georg Aschenbach | 84,5 / 82,0 | 252,0  |
| 2     | GDR  | Jochen Danneberg      | 83,5 / 82,5 | 246,2  |
| 3     | AUT  | Karl Schnabl          | 82,5 / 81,5 | 242,0  |
| 4     | TCH  | Jaroslav Balcar       | 81,0 / 81,5 | 239,6  |
| 5     | SUI  | Ernst von Grünigen    | 80,0 / 80,5 | 238,7  |
| 6     | AUT  | Reinhold Bachler      | 80,5 / 80,5 | 237,2  |
| 7     | AUT  | Toni Innauer          | 80,5 / 80,5 | 233,5  |
| 8     | AUT  | Rudolf Wanner         | 79,5 / 79,5 | 233,5  |
| 9     | SUI  | Walter Steiner        | 80,0 / 78,5 | 233,2  |
| 10    | FRG  | Alfred Grosche        | 80,0 / 80,5 | 231,9  |
|       |      |                       |             |        |
| 13    | SUI  | Hans Schmid           | 78,0 / 79,0 | 226,3  |
| 23    | FRG  | Sepp Schwinghammer    | 75,5 / 76,5 | 215,3  |
| 32    | GDR  | Bernd Eckstein        | 80,5 / 81,5 | 209,3  |
| 35    | SUI  | Robert Mösching       | 75,0 / 75,0 | 207,6  |
| 44    | GDR  | Henry Glaß            | 80,0 / 79,5 | 203,8  |

Datum: 7. Februar 1974

Toni-Seelos-Olympiaschanze, K-Punkt: 84 m

55 Teilnehmer aus 15 Ländern, alle in der Wertung.

### Großschanze
| Platz | Land | Sportler              | Weiten (m)   | Punkte |
| ----- | ---- | --------------------- | ------------ | ------ |
| 1     | AUT  | Karl Schnabl          | 097,5 / 97,0 | 234,8  |
| 2     | AUT  | Toni Innauer          | 102,5 / 91,0 | 232,9  |
| 3     | GDR  | Henry Glaß            | 091,0 / 97,0 | 221,7  |
| 4     | GDR  | Jochen Danneberg      | 102,0 / 89,5 | 221,6  |
| 5     | AUT  | Reinhold Bachler      | 095,0 / 91,0 | 217,4  |
| 6     | AUT  | Hans Wallner          | 093,2 / 92,5 | 216,9  |
| 7     | GDR  | Bernd Eckstein        | 094,0 / 91,5 | 206,6  |
| 8     | GDR  | Hans-Georg Aschenbach | 092,5 / 89,0 | 212,1  |
| 9     | SUI  | Walter Steiner        | 089,5 / 93,0 | 208,5  |
| 10    | FIN  | Jouko Törmänen        | 091,0 / 87,5 | 204,9  |
|       |      |                       |              |        |
| 16    | FRG  | Alfred Grosche        | 089,5 / 84,5 | 193,1  |
| 20    | SUI  | Hans Schmid           | 086,5 / 83,0 | 186,3  |
| 23    | SUI  | Ernst von Grünigen    | 084,5 / 81,5 | 182,4  |
| 38    | SUI  | Robert Mösching       | 084,0 / 79,0 | 167,7  |

Datum: 15. Februar

Bergiselschanze, K-Punkt: 104 m

54 Teilnehmer aus 15 Ländern, alle in der Wertung.

## Nordische Kombination
| Platz | Land | Sportler          | Punkte Springen | Punkte Laufen | Punkte total |
| ----- | ---- | ----------------- | --------------- | ------------- | ------------ |
| 1     | GDR  | Ulrich Wehling    | 225,5           | 197,89        | 423,39       |
| 2     | FRG  | Urban Hettich     | 198,9           | 220,00        | 418,90       |
| 3     | GDR  | Konrad Winkler    | 213,9           | 203,57        | 417,47       |
| 4     | FIN  | Rauno Miettinen   | 219,9           | 191,40        | 411,30       |
| 5     | GDR  | Claus Tuchscherer | 218,7           | 190,81        | 409,51       |
| 6     | URS  | Nikolai Nogowizyn | 196,1           | 210,34        | 406,44       |
| 7     | URS  | Waleri Kopajew    | 202,9           | 203,24        | 406,14       |
| 8     | NOR  | Tom Sandberg      | 195,7           | 209,83        | 405,53       |
| 9     | NOR  | Pål Schjetne      | 204,4           | 198,19        | 402,59       |
| 10    | FIN  | Erkki Kilpinen    | 203,1           | 199,16        | 402,26       |
|       |      |                   |                 |               |              |
| 13    | GDR  | Günter Deckert    | 194,2           | 203,58        | 397,78       |
| 14    | FRG  | Günther Abel      | 196,8           | 197,77        | 394,57       |
| 19    | SUI  | Karl Lustenberger | 202,5           | 175,60        | 378,10       |
| 26    | AUT  | Fritz Koch        | 189,1           | 174,52        | 363,62       |

Skispringen: 8. Februar 1976

Toni-Seelos-Olympiaschanze, K-Punkt: 84 m
Langlauf 15 km: 9. Februar 1976

Höhenunterschied: 180 m; Maximalanstieg: 65 m; Totalanstieg: 535 m

34 Teilnehmer aus 14 Ländern, davon 33 in der Wertung.